# Mithras (geslacht)
Mithras is een geslacht van vlinders van de familie Lycaenidae, uit de onderfamilie Theclinae.

## Soorten
- M. catrea (Hewitson, 1874)
- M. elis (Cramer, 1779)
- M. nautes (Cramer, 1779)
- M. orobia (Hewitson, 1867)
- M. orobiana (Hewitson, 1867)
- M. orocana (Druce, 1912)